# 桓公 (戦国宋)
桓公（かんこう、? - 紀元前356年頃）は、戦国時代の宋の君主（在位前363年頃 - 前356年頃）。『史記』宋微子世家第8では辟公と記されている。姓は子、名は辟兵、あるいは璧。休公の子。休公の後をうけて宋国の君主となった。一族の剔成君に廃位されて、公位を奪われた。